# Litwa na Letnich Igrzyskach Olimpijskich 1996
Litwę na Letnich Igrzyskach Olimpijskich 1996 reprezentowało 61 zawodników: 45 mężczyzn i 16 kobiet. Był to czwarty start (drugi po odzyskaniu niepodległości w 1991 roku) reprezentacji Litwy na letnich igrzyskach olimpijskich.

## Zdobyte medale
| Medal | Zawodnik | Dyscyplina | Konkurencja      | Rezultat                                                |
| ----- | --- | ---------- | ---------------- | ------------------------------------------------------- |
| Brąz  | Arvydas Sabonis, Rimas Kurtinaitis, Darius Lukminas, Saulius Štombergas, Eurelijus Žukauskas, Šarūnas Marčiulionis, Mindaugas Žukauskas, Gintaras Einikis, Andrius Jurkūnas, Artūras Karnišovas, Rytis Vaišvila, Tomas Pačėsas | Koszykówka | turniej mężczyzn | w meczu o brązowy medal pokonali zespół Australii 80:74 |

## Skład kadry

### Boks
Mężczyźni
- Vitalijus Karpačiauskas waga półśrednia do 67 kg - 9. miejsce,

### Gimnastyka artystyczna
Kobiety
- Kristina Kliukevičiūtė - indywidualnie - odpadła w eliminacjach

### Judo
Mężczyźni
- Algimantas Merkevičius - waga do 86 kg - 9. miejsce,

### Kajakarstwo
Mężczyźni
- Vidas Kupčinskas, Vaidas Mizeras

K-2 500 m - odpali w półfinale,
K-2 1000 m - odpadli w półfinale,

### Kolarstwo
Kobiety
- Jolanta Polikevičiūtė

kolarstwo szosowe - wyścig ze startu wspólnego - 5. miejsce,
kolarstwo szosowe - jazda indywidualna na czas - 7. miejsce,
- Rasa Polikevičiūtė

kolarstwo szosowe - wyścig ze startu wspólnego - 12. miejsce,
kolarstwo szosowe - jazda indywidualna na czas - 12. miejsce,
- Diana Žiliūtė - kolarstwo szosowe - wyścig ze startu wspólnego - 5. miejsce,
- Rita Razmaitė

kolarstwo torowe - sprint - 13. miejsce,
kolarstwo torowe - wyścig punktowy - nie ukończyła wyścigu,
- Rasa Mažeikytė - kolarstwo torowe - wyścig na 3000 m na dochodzenie indywidualnie - 6. miejsce,

Mężczyźni
- Remigijus Lupeikis

kolarstwo szosowe - wyścig ze startu wspólnego - 95. miejsce,
kolarstwo szosowe - jazda indywidualna na czas - 28. miejsce,
kolarstwo torowe - wyścig punktowy - 13. miejsce
- Raimondas Rumšas - kolarstwo szosowe - wyścig ze startu wspólnego - nie ukończył wyścigu,
- Raimondas Vilčinskas - kolarstwo szosowe - wyścig ze startu wspólnego - nie ukończył wyścigu,
- Linas Balčiūnas - kolarstwo szosowe - wyścig ze startu wspólnego - nie ukończył wyścigu,
- Jonas Romanovas - kolarstwo szosowe - wyścig ze startu wspólnego - nie ukończył wyścigu,
- Artūras Kasputis

kolarstwo szosowe - jazda indywidualna na czas - 21. miejsce,
kolarstwo torowe - wyścig na 4000 m na dochodzenie indywidualnie - 10. miejsce,
- Artūras Kasputis, Remigijus Lupeikis, Mindaugas Umaras, Artūras Trumpauskas - kolarstwo torowe wyścig na 4000 m na dochodzenie drużynowo - 11. miejsce,

### Koszykówka
Mężczyźni
- Arvydas Sabonis, Rimas Kurtinaitis, Darius Lukminas, Saulius Štombergas, Eurelijus Žukauskas, Šarūnas Marčiulionis, Mindaugas Žukauskas, Gintaras Einikis, Andrius Jurkūnas, Artūras Karnišovas, Rytis Vaišvila, Tomas Pačėsas - 3. miejsce,

### Lekkoatletyka
Kobiety
- Stefanija Statkuvienė - maraton - 40. miejsce,
- Sonata Milušauskaitė - chód na 10 km - 37. miejsce,
- Nelė Savickytė-Žilinskienė - skok wzwyż - 5. miejsce,
- Rita Ramanauskaitė - rzut oszczepem - 22. miejsce,
- Remigija Sablovskaitė-Nazarovienė - siedmiobój - 10. miejsce,

Mężczyźni
- Pavelas Fedorenka - maraton - 70. miejsce,
- Česlovas Kundrotas - maraton - nie ukończył biegu,
- Dainius Virbickas - maraton - nie ukończył biegu,
- Valdas Kazlauskas - chód na 20 km - 44. miejsce,
- Daugvinas Zujus - chód na 50 km - 35. miejsce,
- Audrius Raizgys - trójskok - 23. miejsce,
- Saulius Kleiza - pchnięcie kulą - 30. miejsce,
- Virgilijus Alekna - rzut dyskiem - 5. miejsce,
- Vaclavas Kidykas - rzut dyskiem - 8. miejsce,

### Pięciobój nowoczesny
Mężczyźni
- Andrejus Zadneprovskis - indywidualnie - 13. miejsce,

### Pływanie
Kobiety
- Laura Petrutytė

50 m stylem dowolnym - 16. miejsce,
200 m stylem dowolnym - 41. miejsce,
- Dita Želvienė

50 m stylem dowolnym - 31. miejsce,
100 m stylem dowolnym - 37. miejsce,
100 m stylem motylkowym - 39. miejsce,
Mężczyźni
- Raimundas Mažuolis

50 m stylem dowolnym - 18. miejsce,
100 m stylem dowolnym - 18. miejsce,
- Darius Grigalionis - 100 m stylem grzbietowym - 13. miejsce,
- Mindaugas Špokas - 100 m stylem grzbietowym - 28. miejsce,
- Arūnas Savickas - 200 m stylem grzbietowym - 22. miejsce,
- Nerijus Beiga

100 m stylem klasycznym - 28. miejsce,
200 m stylem klasycznym - 32. miejsce,
- Mindaugas Bružas

100 m stylem motylkowym - 54. miejsce,
200 m stylem motylkowym - 32. miejsce,
- Nerijus Beiga, Mindaugas Bružas, Darius Grigalionis, Raimundas Mažuolis - sztafeta 4 x 100 m stylem zmiennym - 18. miejsce,

### Podnoszenie ciężarów
Mężczyźni
- Ramūnas Vyšniauskas - waga do 91 kg - 23. miejsce,

### Strzelectwo
Kobiety
- Daina Gudzinevičiūtė - podwójny trap - 10. miejsce,

### Tenis stołowy
Kobiety
- Rūta Garkauskaitė - gra pojedyncza - 17. miejsce,

### Wioślarstwo
Kobiety
- Birutė Šakickienė - jedynki - 14. miejsce,

Mężczyźni
- Juozas Bagdonas, Einius Petkus - dwójka bez sternika - 10. miejsce,

### Zapasy
Mężczyźni
- Ruslanas Vartanovas - styl klasyczny waga do 52 kg - 14. miejsce,
- Remigijus Šukevičius - styl klasyczny waga do 57 kg - 12. miejsce,
- Ričardas Pauliukonis - styl wolny waga do 90 kg - 9. miejsce,